# Saint Tariec
Saint Tariec est un moine d'origine irlandaise du VIe siècle qui fait partie des saints bretons plus ou moins mythiques de la Bretagne du haut Moyen-Âge non reconnus officiellement par l'église catholique.

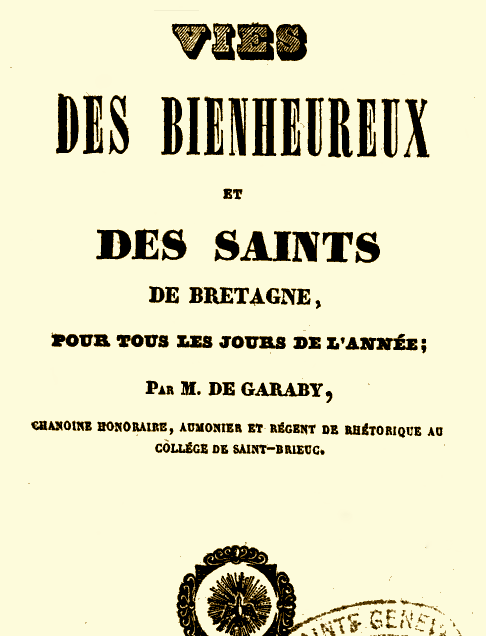
Page de garde du livre la vie des bienheureux et des saints de Bretagne, pour tous les jours de l'année de Malo-Joseph de Garaby.

## Hagiographie
Moine irlandais du VIe siècle, il serait le cousin  ou un disciple de saint Patrick.
Malo-Joseph de Garaby décrit en détail la vie de saint Tariec dans son livre publié en 1839 : la vie des bienheureux et des saints de Bretagne, pour tous les jours de l'année. 

« Saint Tariec, Évêque. Il naquit en Armorique, de Restitute et de sainte Léomanie, fut disciple de saint Patrice, et le seconda dans la conversion de l'Irlande, où il est honoré. Il a une chapelle à une demi-lieue de Lanilis [en ruine en 1844 selon le Chevalier de Fréminville]. Le prélat était frère de saint Auxilien, de saint Nectain, de saint Dabonne, de saint Magornan, de saint Lugnath et de saint Secondin nés en Bretagne et dont la vie s'écoula dans le service de Dieu et le dévouement au prochain.  »

— Malo-Joseph de Garaby, Vie des bienheureux et des saints de Bretagne, pour tous les jours de l'année, 1839,

## Son culte et ses traces dans la Bretagne actuelle
Il se fête le 20  janvier. 
Son culte est invoqué contre l'avancée de la mer et est resté longtemps vivace le long d'une partie du littoral breton.
- Une île porte son nom à Landéda (Île Tariec) ; elle possédait une chapelle et la statue en bois de saint Tariec qu'elle abritait se trouve désormais dans la chapelle Sainte-Marguerite dans cette même paroisse. L'église paroissiale Saint-Congar de Landéda possède aussi une statue de saint Tariec[5].
- Une chapelle lui était consacrée à Lannilis
- Une chapelle lui était consacrée à Plouvien et une fontaine de dévotion portant son nom y subsiste.